# Piedicroce
Piedicroce (in corso Pedicroce) è un comune francese di 133 abitanti situato nel dipartimento dell'Alta Corsica nella regione della Corsica.
Il comune comprende gli abitati di Pastoreccia e Fontana, entrambi a nord del capoluogo.

## Società

### Evoluzione demografica
Abitanti censiti